# Infiniti
Infiniti ist die Luxusmarke des japanischen Autoherstellers Nissan Motor Co., Ltd. Der offizielle Verkaufsstart von Infiniti erfolgte am 8. November 1989 in den Vereinigten Staaten und Kanada. In der Folgezeit hat sich der Verkauf auf Mexiko, den Nahen Osten, Südkorea, Kasachstan, Russland, China und Europa ausgedehnt.

## Geschichte
Die Marke Infiniti wurde 1989 in den Vereinigten Staaten eingeführt, um dort das Segment der Premium-Fahrzeuge mit Modellen zu bedienen, die sonst nicht zum Mainstream-Image von Nissan gepasst hätten. Die Marke entstand etwa zur gleichen Zeit, als die japanischen Konkurrenten Toyota und Honda ihre Premium-Marken Lexus bzw. Acura entwickelten.

Die Marke Infiniti wurde mit zwei Modellen eingeführt, der Oberklasse-Limousine Q45 und dem großen Coupé (bzw. Cabrio) M30, die beide zuvor schon in Japan über das Händlernetz von Nissan Motor Stores verkauft wurden. Der Q45 basierte auf der zweiten Generation des Nissan President. Der Q45 verfügte über einen 280 PS (206 kW) starken 4,5-Liter V8-Motor, Vierradlenkung und ein aktives Fahrwerk (Q45t). Im September 1990 führte Infiniti ein drittes Modell ein, den Infiniti G20, der vom europäischen Nissan Primera (P10) abgeleitet war. Ab 1992 gab es mit dem Infiniti J30 eine Limousine in der Oberen Mittelklasse. Weitere Modelle in den folgenden Jahren waren der 1995 eingeführte Infiniti I30 (auf Basis des Nissan Maxima), der Geländewagen QX4 ab 1996 (auf Basis des Nissan Pathfinder) sowie Modellwechsel für die bereits angebotenen Modelle. Ab den 2000er-Jahren wurde das Angebot mit Modellen wie dem Infiniti G35, Infiniti M45 und Infiniti QX56 erweitert bzw. ausgebaut.

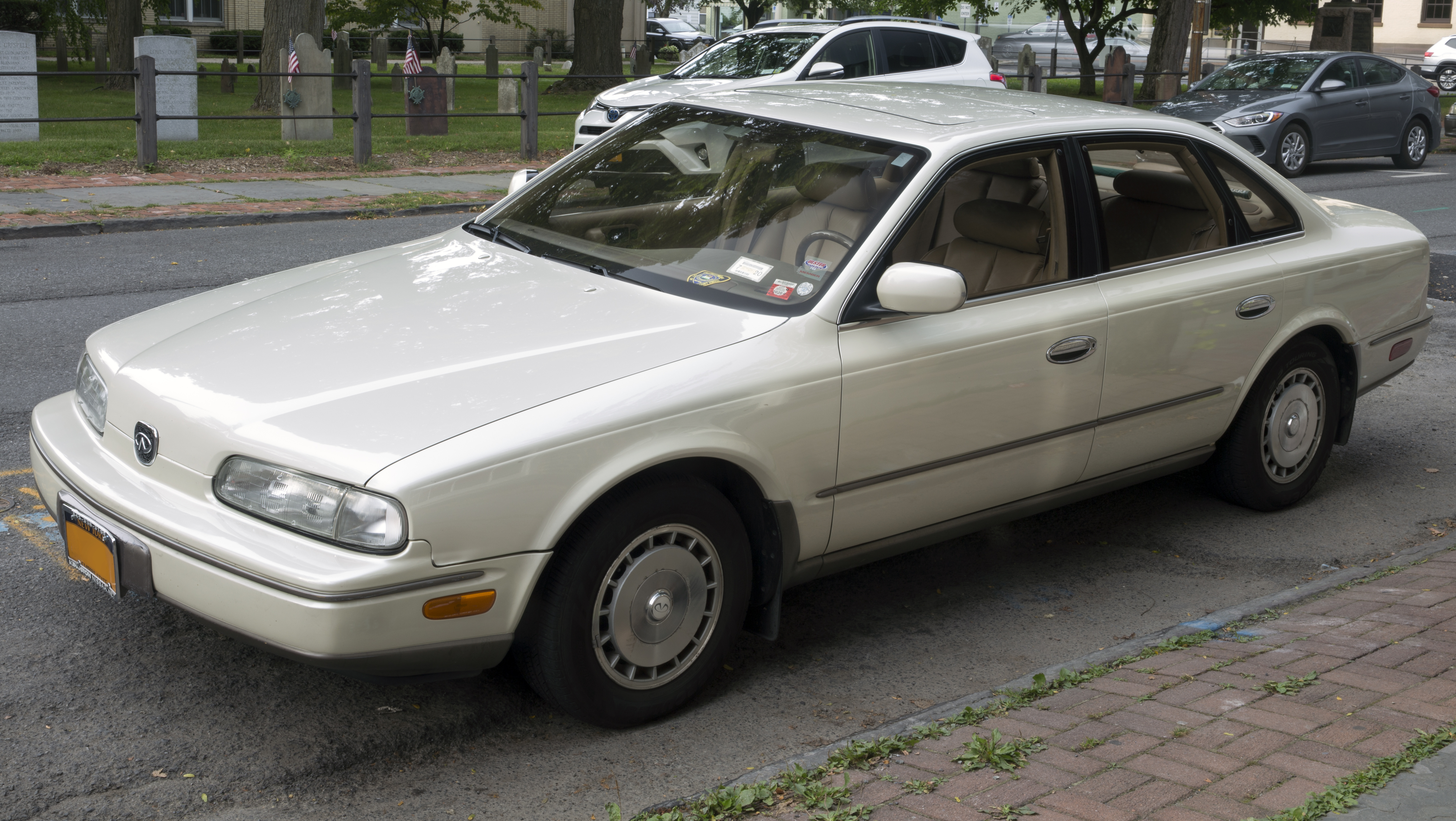
Infiniti Q45 (1. Generation)
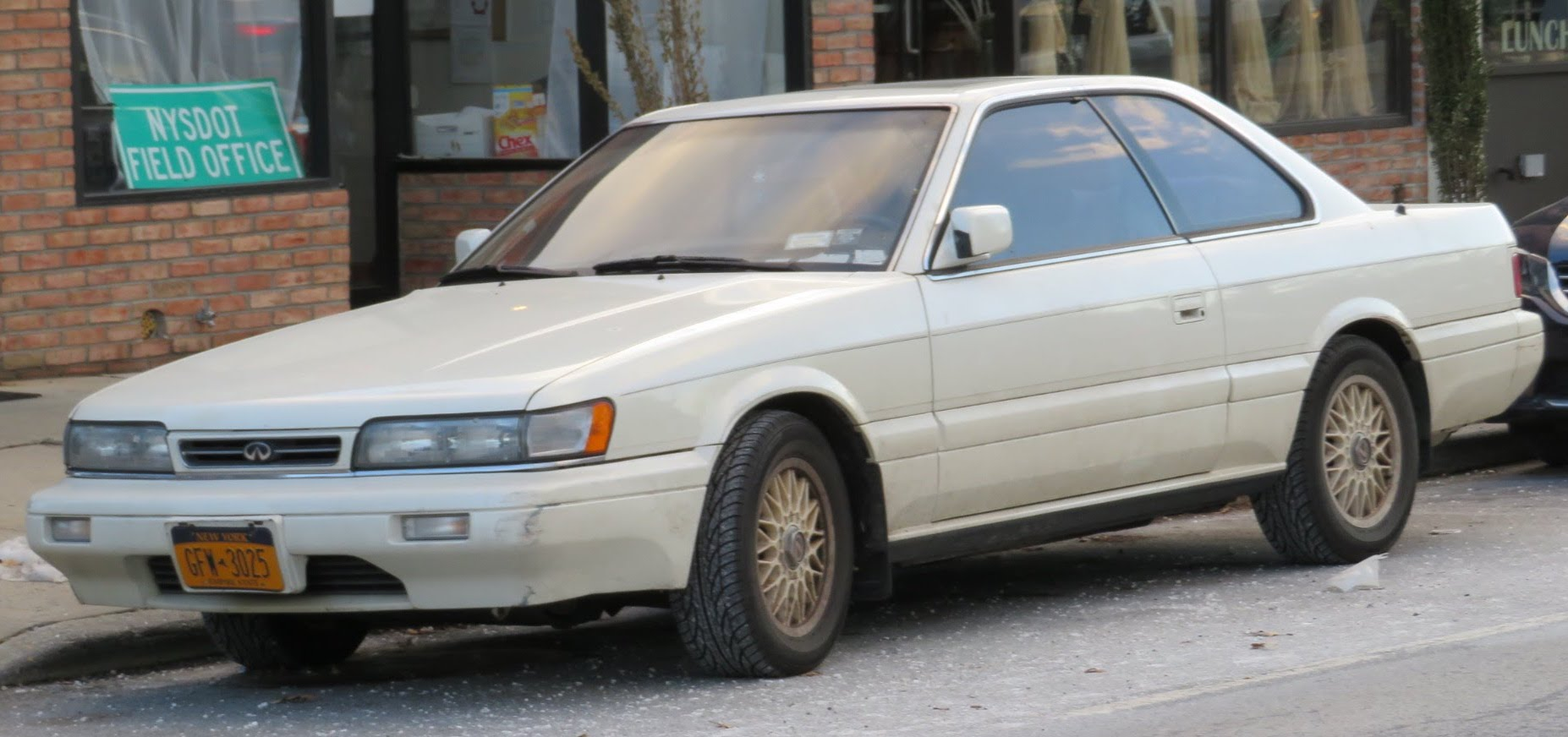
Infiniti M30
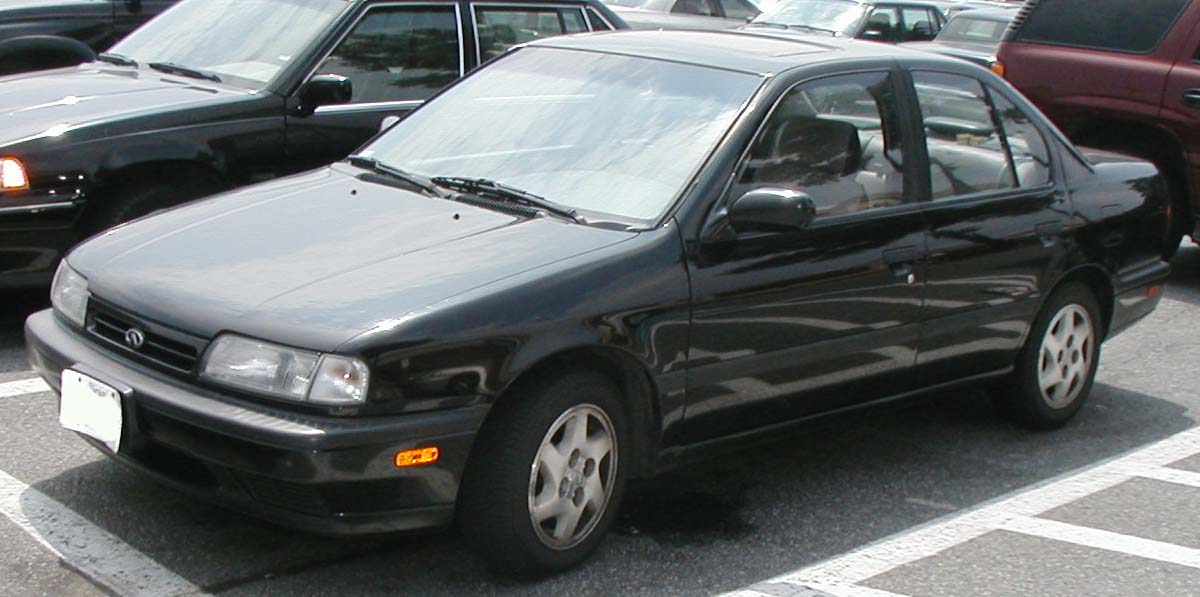
Infiniti G20  (1. Generation)
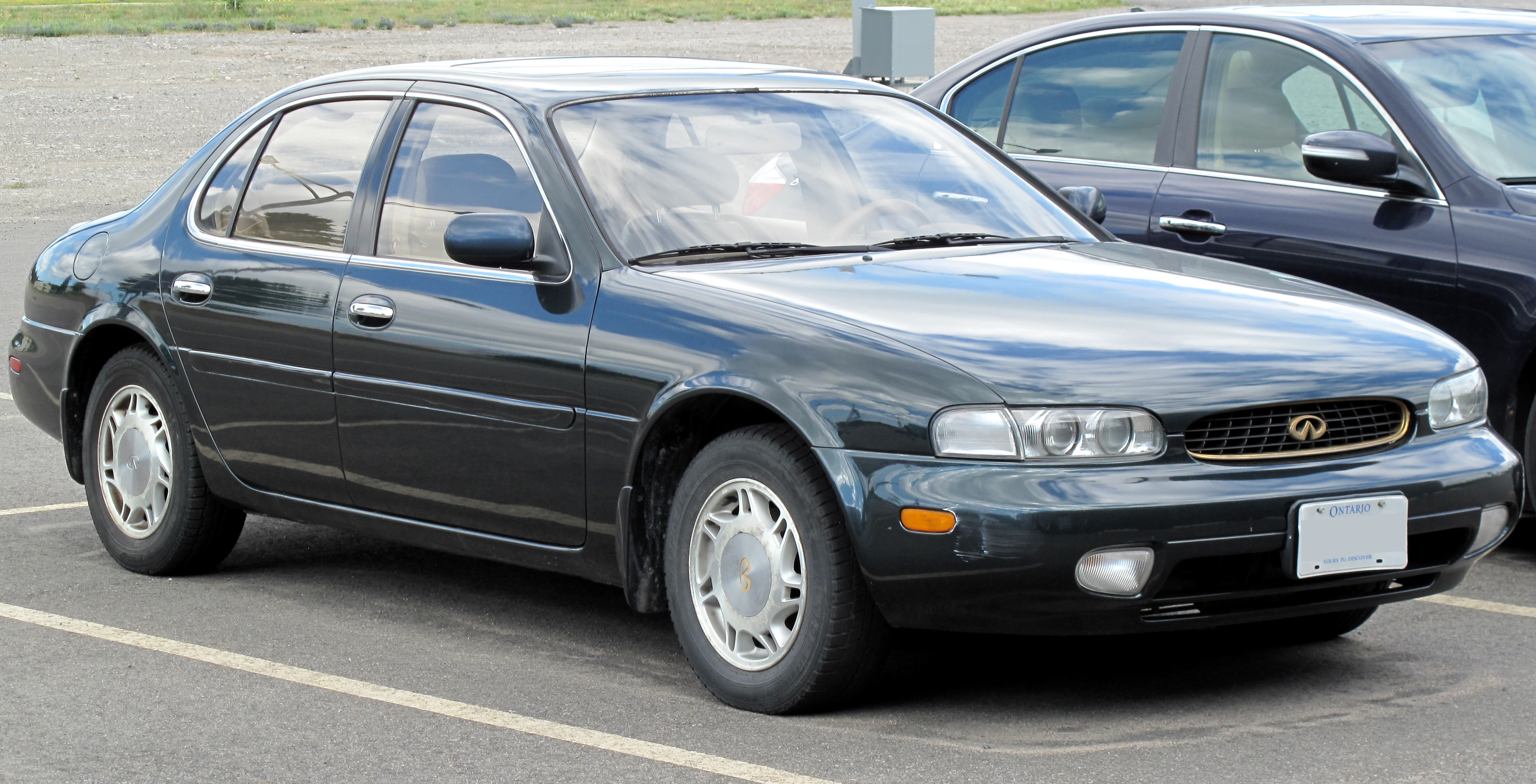
Infiniti J30
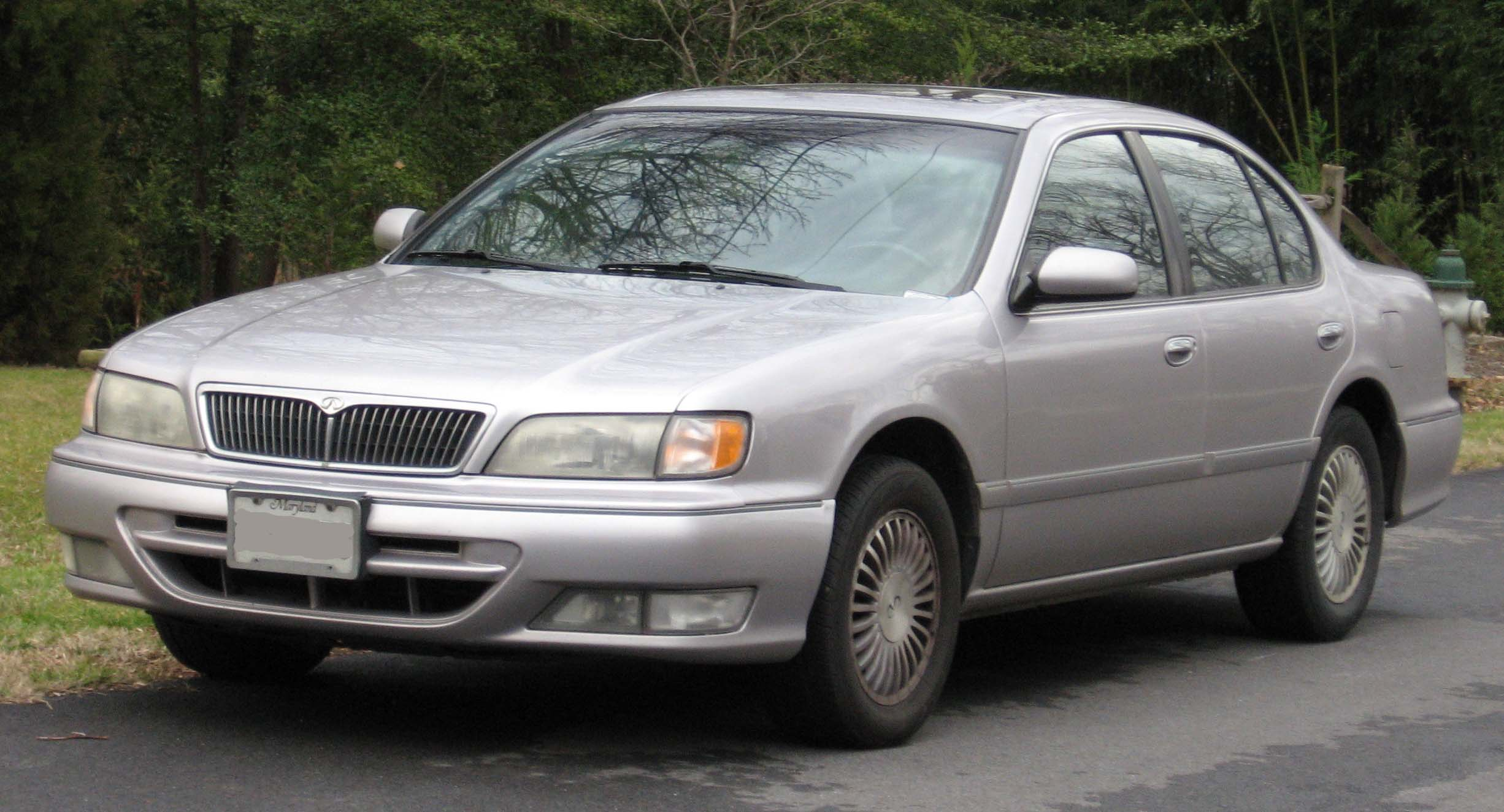
Infiniti I30 (1. Generation)
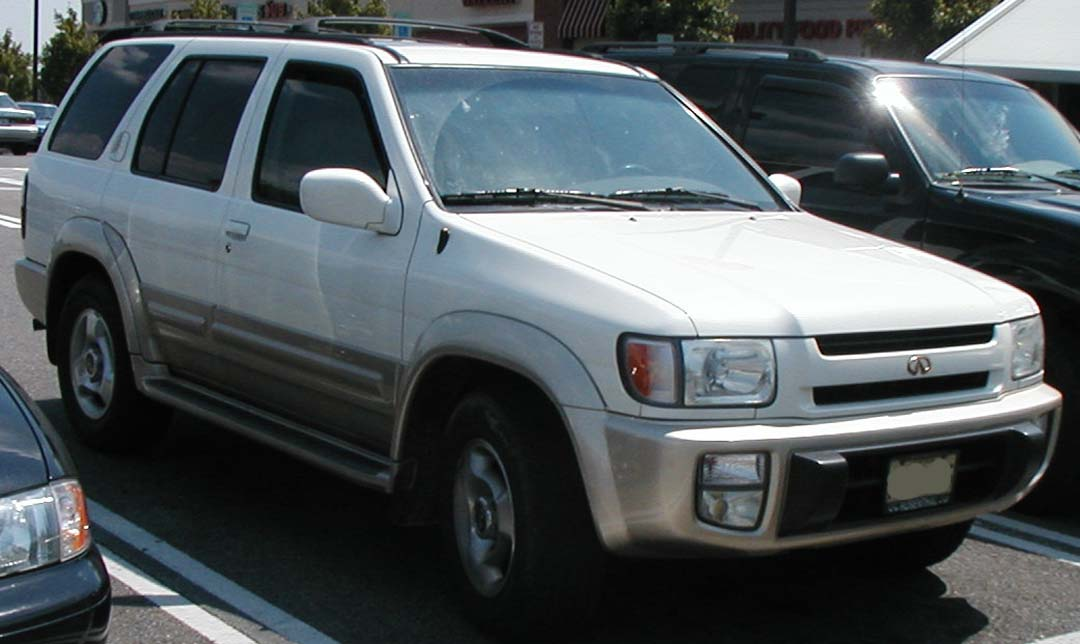
Infiniti QX4
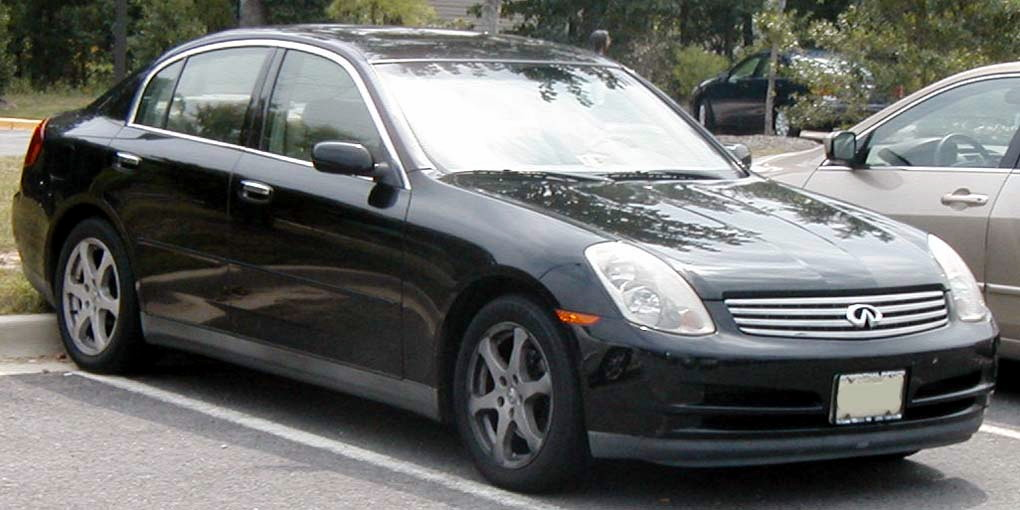
Infiniti G35 (1. Generation)
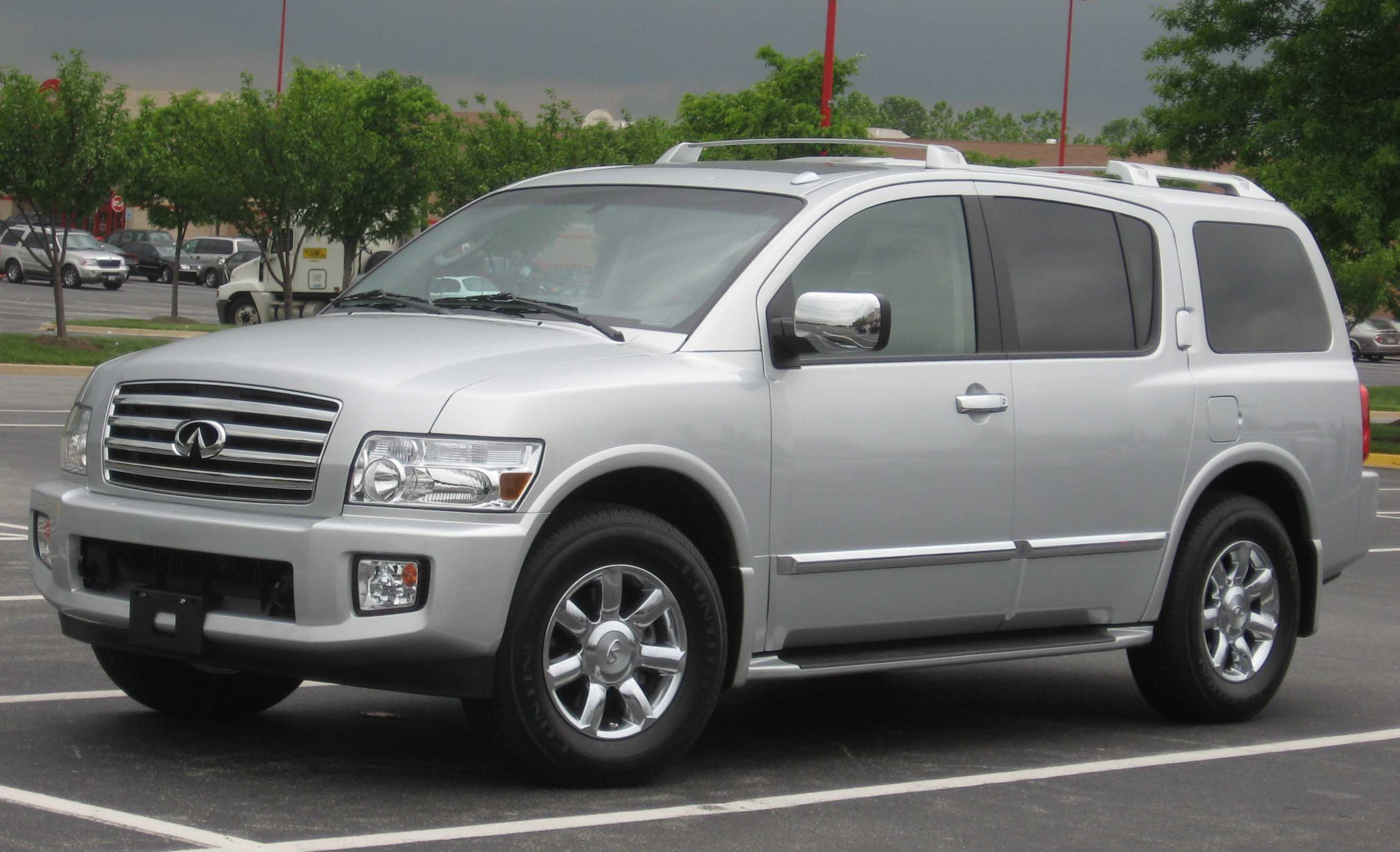
Infiniti QX56

## Markteinführung in Europa

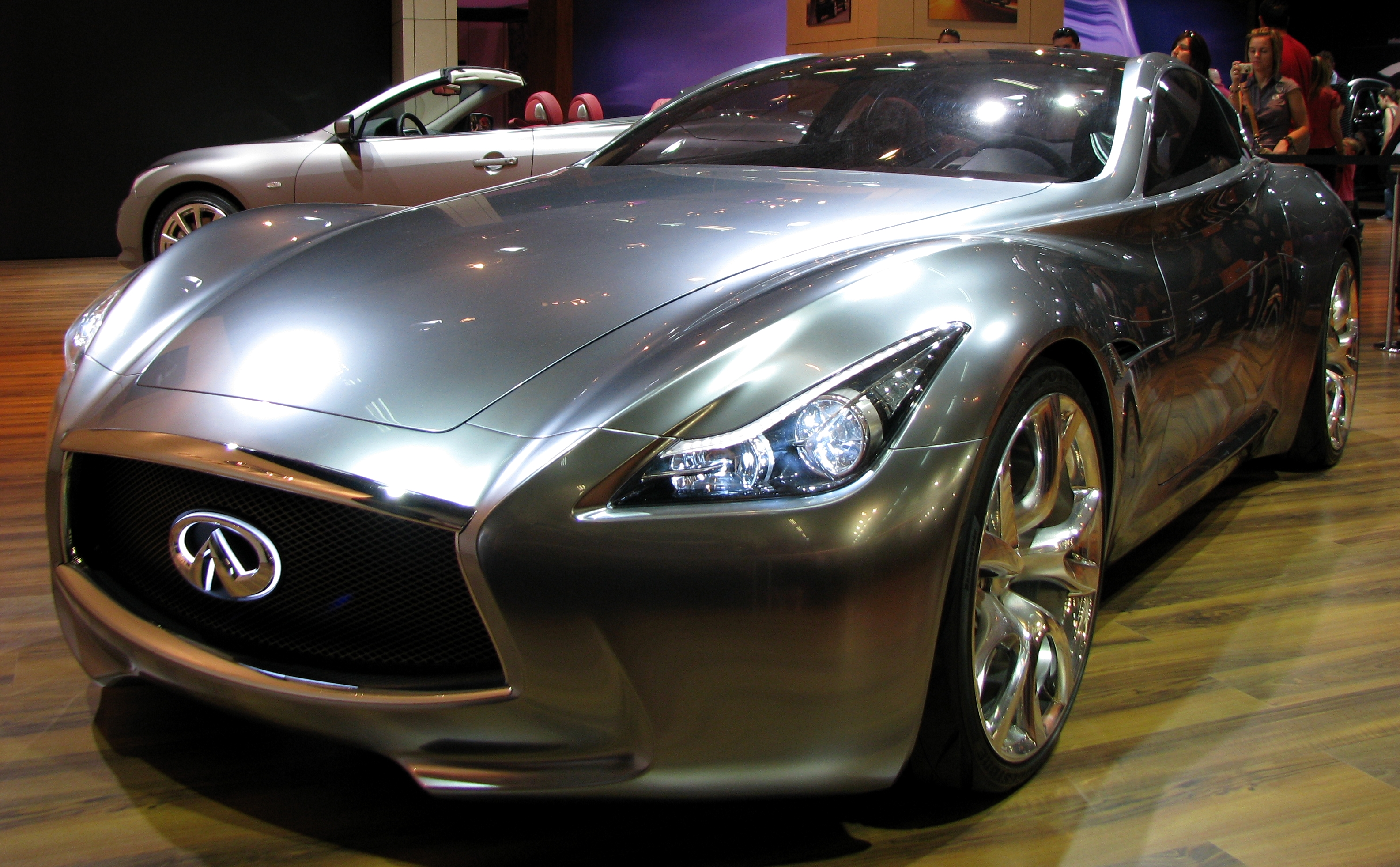
Infiniti concept

Seit Herbst 2008 erfolgt stufenweise die Einführung in 21 Märkten Europas. Die europäische Infiniti-Hauptniederlassung befindet sich im schweizerischen Rolle.
Anfangs wurden in Europa vier Modelle angeboten. Den Auftakt machte der Infiniti FX50. Er stellt eine direkte Konkurrenz zu den vergleichbaren Modellen der Mercedes-Benz M-Klasse, dem BMW X5, Lexus RX, Audi Q7, dem Porsche Cayenne und dem Range Rover Sport dar. Mit der zweiten Generation des Infiniti G, ausgestattet mit einem 3,7-Liter V6-Motor, der es mit der 3er Serie von BMW, dem Audi A4, der Mercedes C-Klasse und dem Lexus IS aufnehmen soll, hält Infiniti auch auf dem Markt der Premium-Limousinen Einzug. Der Infiniti G Coupe hat viel Ausstattung mit seinem Gegenstück, der Limousine gemeinsam, aber das Styling zielt auf eine andere Käuferklasse ab, die normalerweise das Coupé der BMW 3er Serie, die Mercedes CLK-Klasse, den Audi A5 in Betracht ziehen würde. Der Infiniti EX, der mit gehobener Innenausstattung, einer erhöhten Fahrerposition und Allradantrieb aufwartet, ist das dritte Modell in Europa. Der EX37 ist das erste Serienfahrzeug der Welt mit dem Around View Monitor (AVM)-System, das dem Fahrer beim Einparken einen Blick aus der Vogelperspektive auf das Fahrzeug gibt. Außerdem wird er mit „selbstheilendem“ Anti-Kratz-Lack (ASAP) ausgestattet.
Alle Infiniti-Coupes, Limousinen und Crossover, welche zum Markenstart in Europa angeboten wurden, basieren auf dem Nissan-FM-Aufbau. Der Schwerpunkt des Motors liegt hinter den Vorderrädern. Dadurch wird eine optimierte Gewichtsverteilung zwischen Vorder- und Hinterachse erzielt (z. B. beim FX50 54:46), die Bremsen, Beschleunigung und Fahreigenschaften verbessert. Die einzige Ausnahme bildet das ausgewachsene QX56 SUV auf Nissan F-Alpha-Aufbau, für den es jedoch – abgesehen von Russland – keine Pläne für eine Einführung in Europa gibt.
Seit dem 3. Oktober 2009 wird Infiniti auch auf dem deutschen Markt verkauft. Die erste Filiale wurde in Hamburg, die zweite in Dresden und die dritte in Berlin eröffnet. Die vierte wurde Mitte November 2010 auf der Automeile Höherweg in Düsseldorf eröffnet. Insgesamt standen zunächst sechs Modelle zur Verfügung. Neben der Limousine G37 und dem entsprechenden Coupé sowie dem Cabriolet mit Stahldach gibt es die Geländewagen EX und FX und die Limousine M der oberen Mittelklasse.
Mitte 2012 wurde nahe Wien in Brunn am Gebirge der erste österreichische Ausstellungsraum von Infiniti eröffnet.
Anders als die ebenfalls aus dem US-Markt kommenden Marken Lexus und Cadillac bietet Infiniti seit Ende 2010 die Modelle M, EX und FX auch mit einem neu entwickelten V6-Diesel-Motor an. Diesel-Motoren – vornehmlich allerdings mit vier Zylindern – dominieren in den entsprechenden Klassen in Europa, während sie in den USA praktisch unverkäuflich sind.
Das erste Sondermodell der Marke ist der Infiniti FX Sebastian Vettel, das von einem 309 kW (420 PS) starken Motor angetrieben wird. Der Preis des in Kleinserie hergestellten Modells ist nicht bekannt.
Im März 2020 beendete Infiniti den Vertrieb in Westeuropa.

## Absatzzahlen
| Land           | 2008 | 2009 | 2010 | 2011 | 2012 | 2013 | 2014 | 2015 | 2016 | 2017 | 2018 |
| -------------- | ---- | ---- | ---- | ---- | ---- | ---- | ---- | ---- | ---- | ---- | ---- |
| Deutschland    | 19   | 55   | 401  | 1051 | 912  | 656  | 1015 | 1057 | 2197 | 1230 | 762  |
| Großbritannien | -    | 45   | 232  | 0382 | 530  | 386  | 0746 | 1195 | ?    | ?    | ?    |

## Modelle

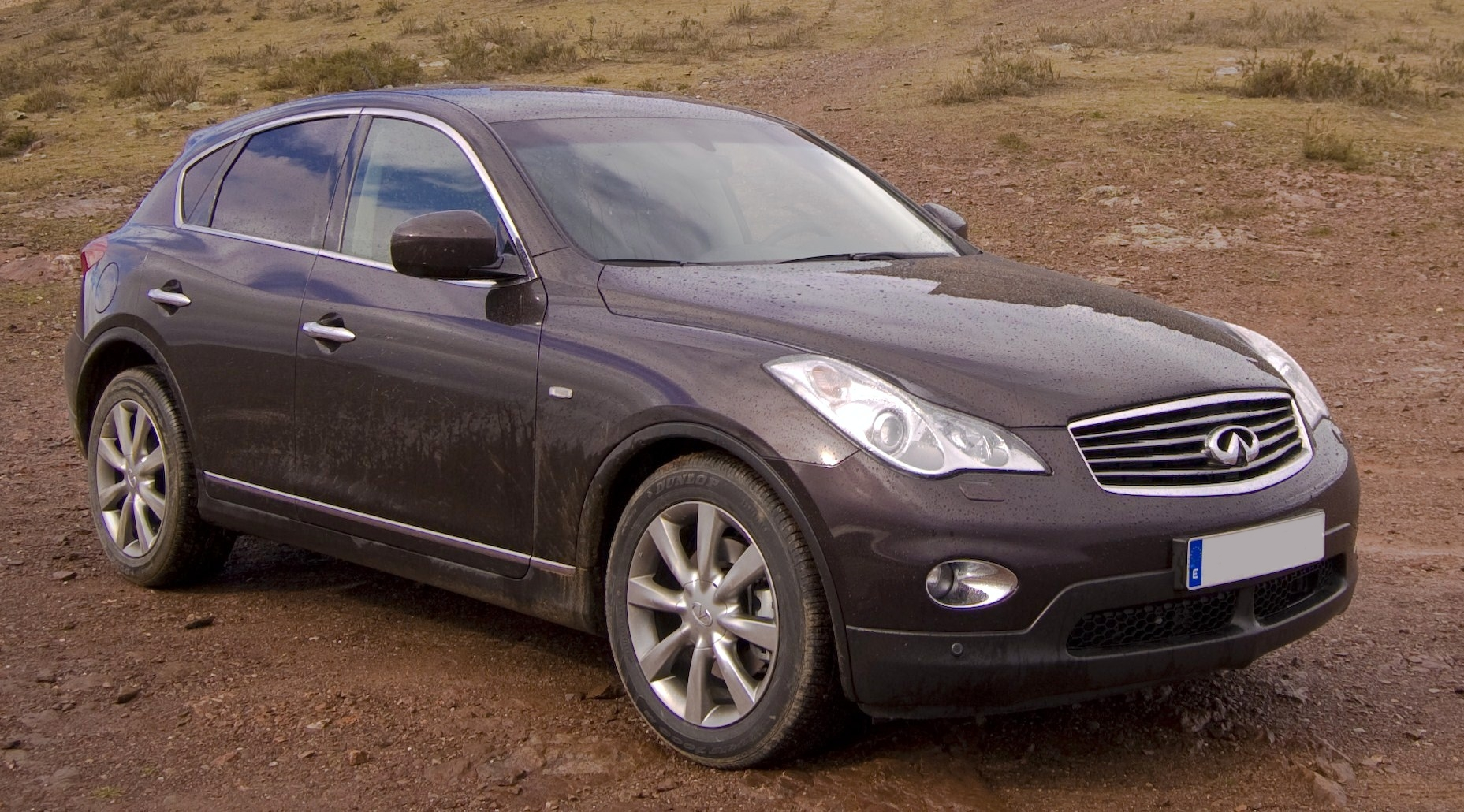
Infiniti EX37 (2010)

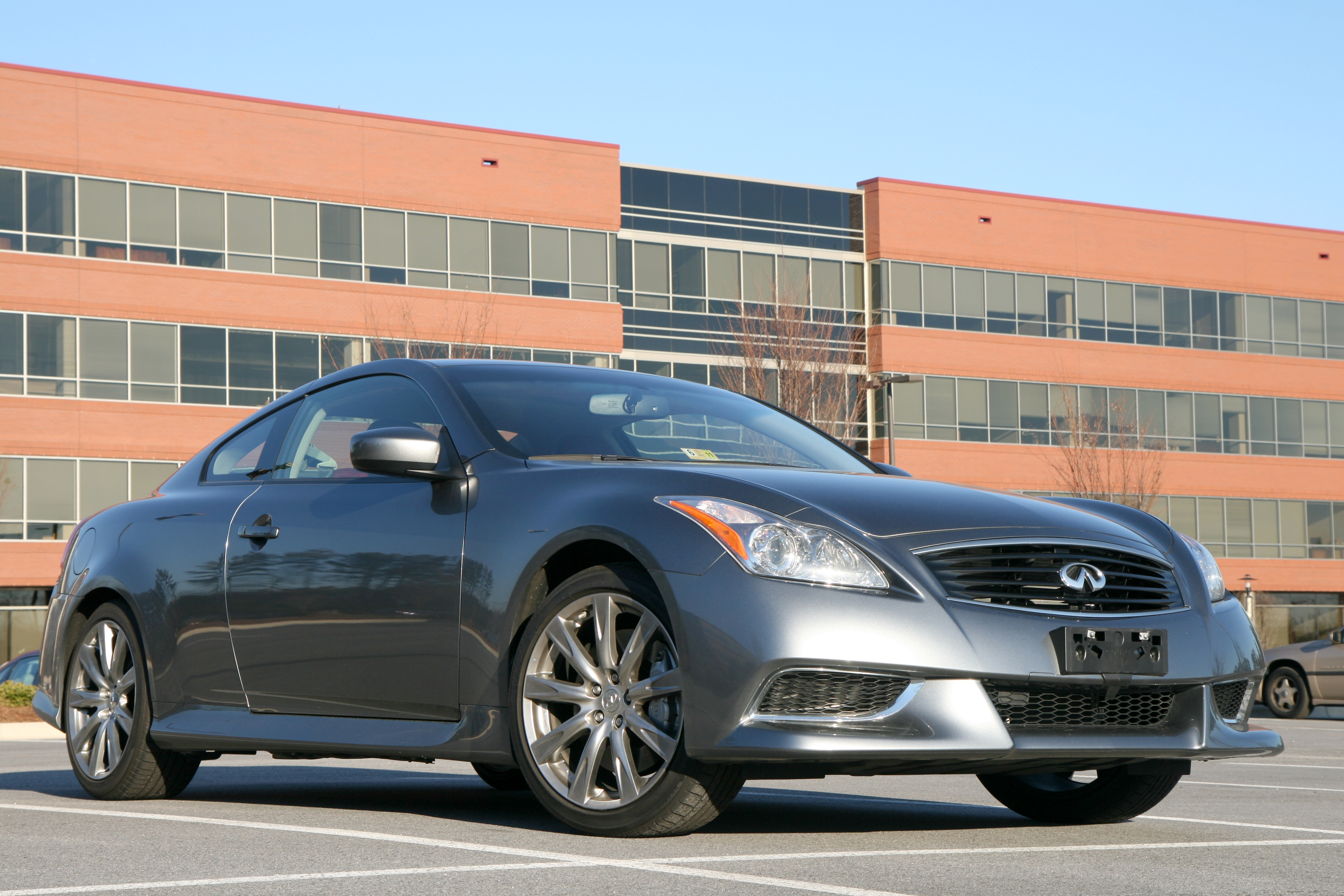
Infiniti G37 Coupé (2011)

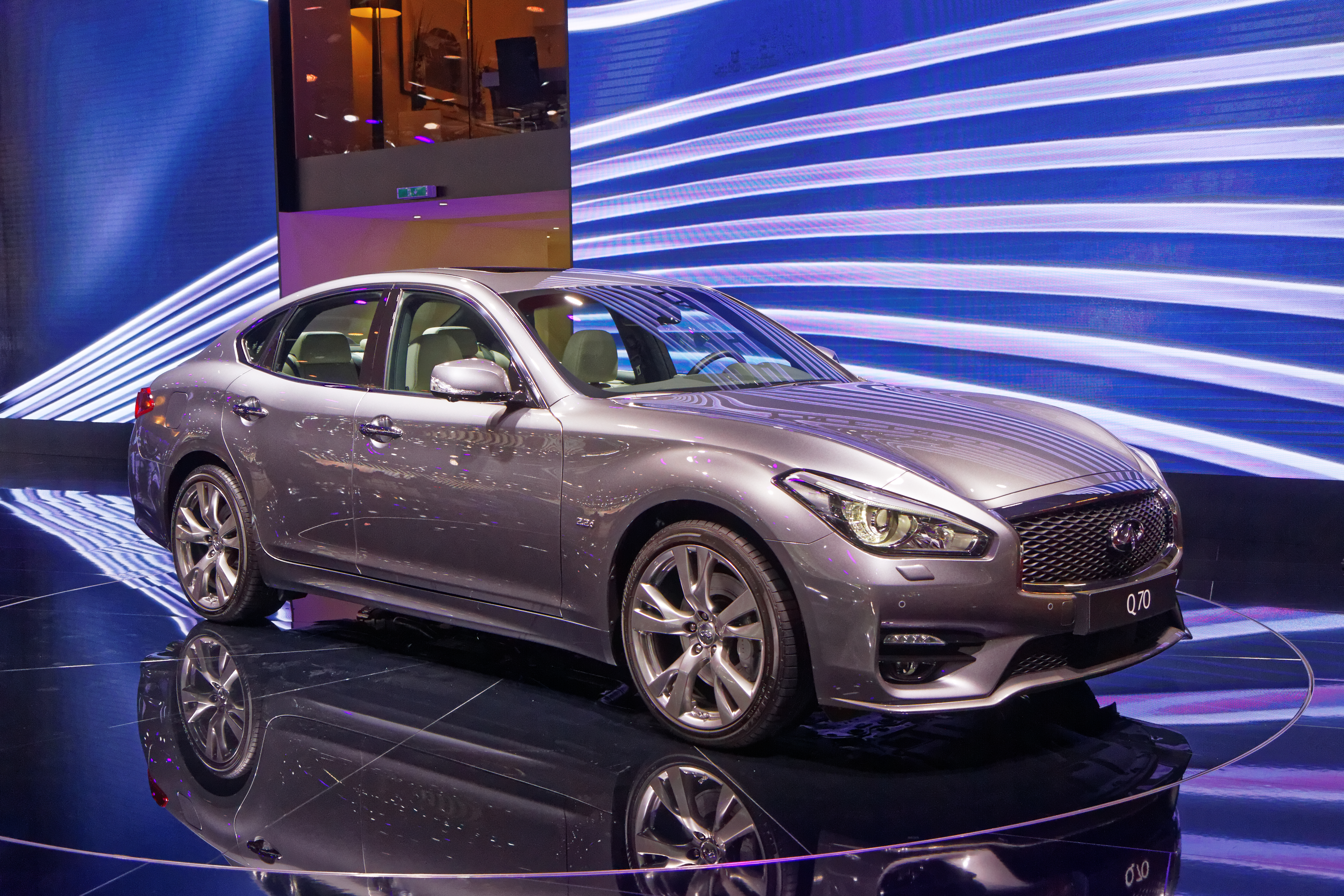
Infiniti Q70 (2014)

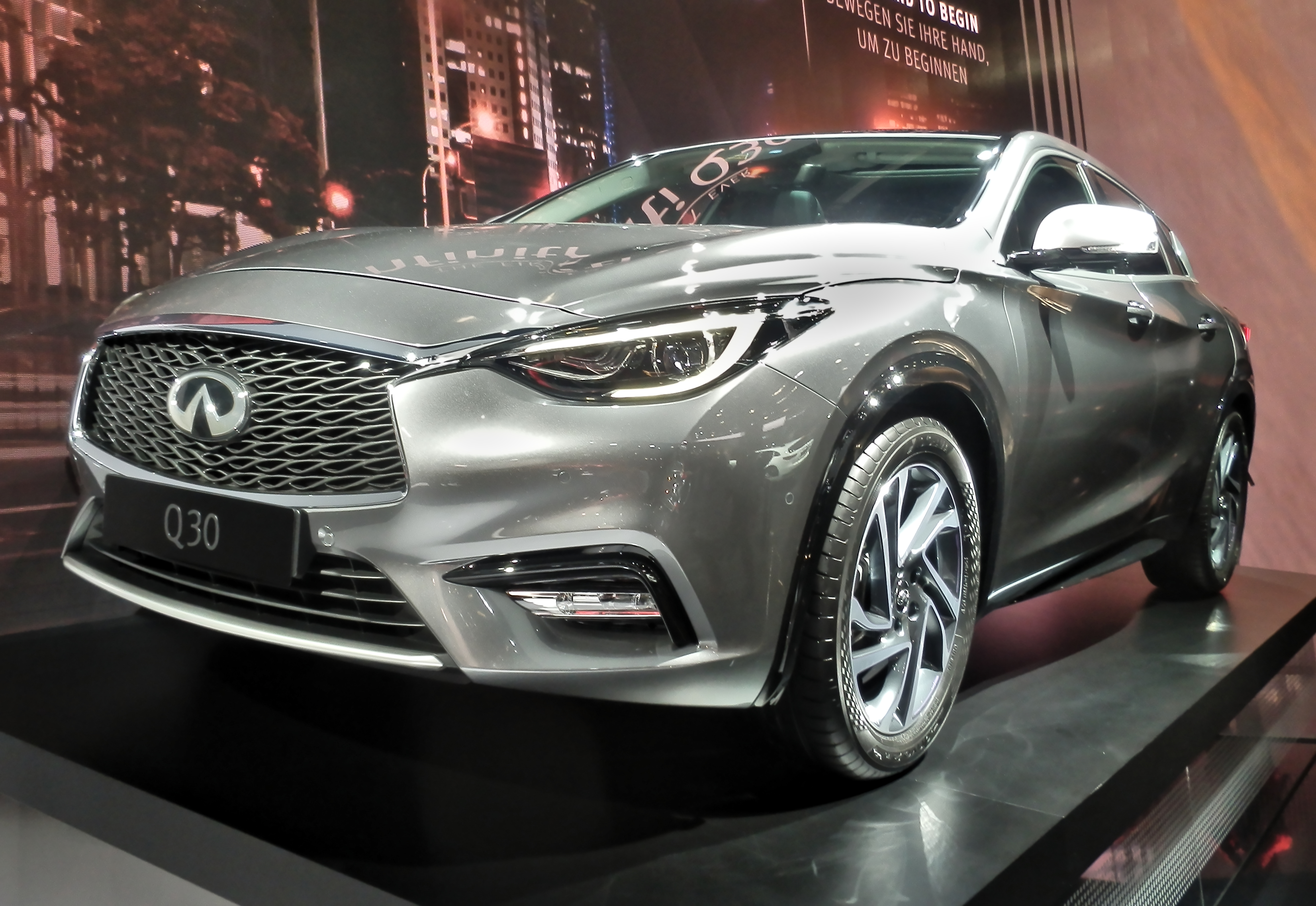
Infiniti Q30 (2015)

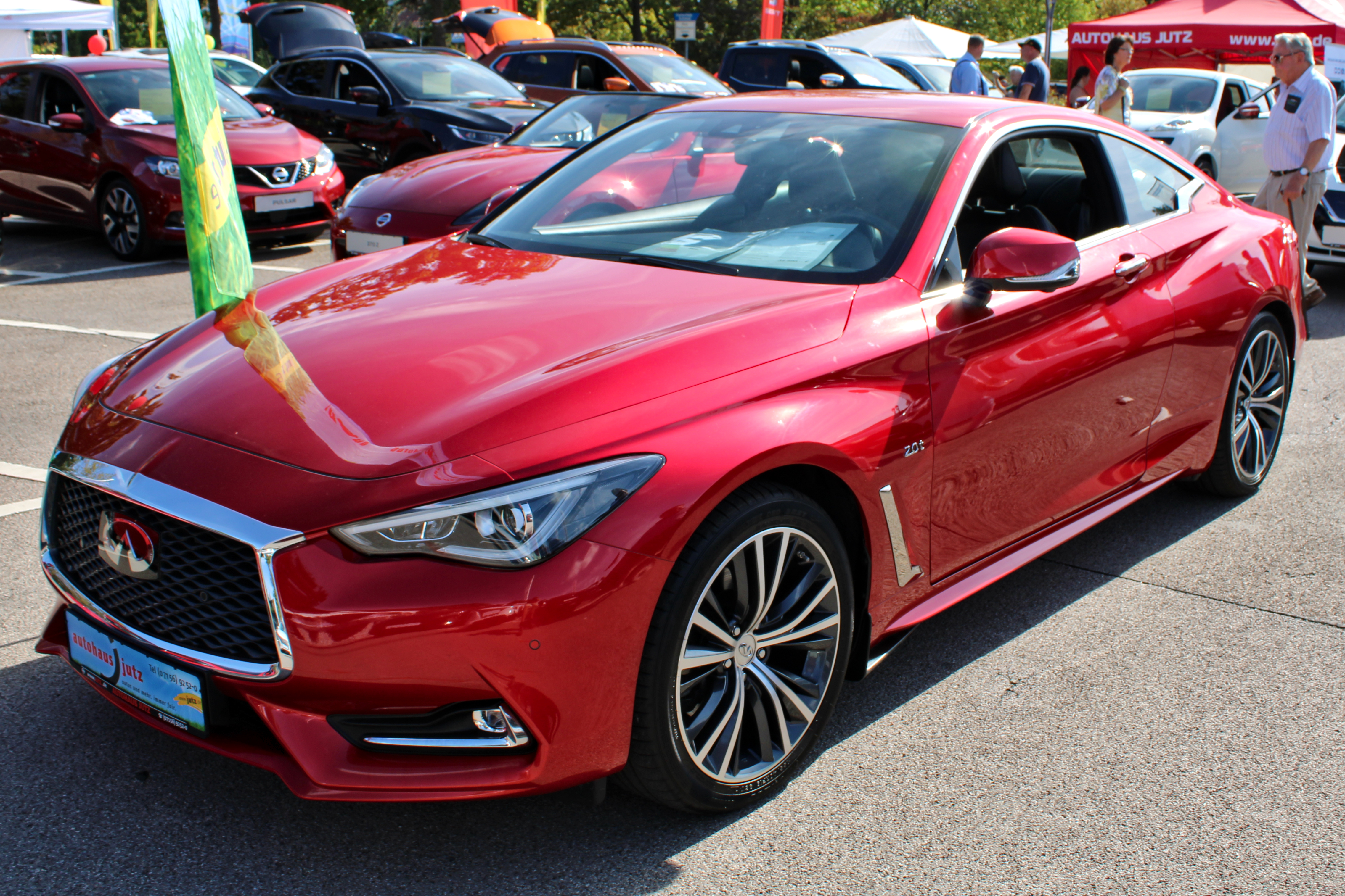
Infiniti Q60 (2016)

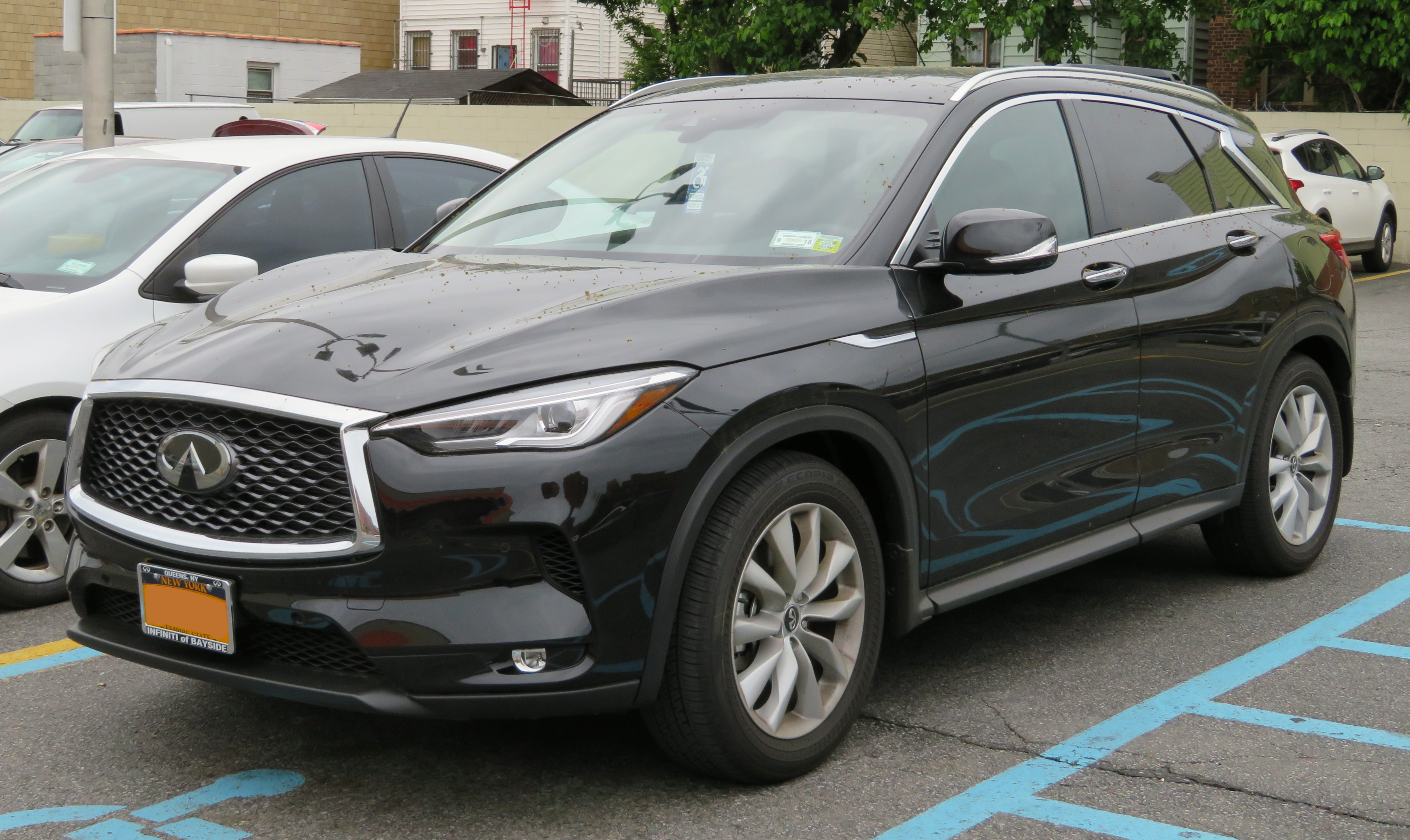
Infiniti QX50 (2018)

### Modellbezeichnungen
Die Zahlen der Modellbezeichnung gaben ursprünglich die Hubraumgröße des Motors in Deziliter wieder (beispielsweise G20 ⇒ 2,0 Liter).
Ausnahme bildete nur der erste SUV „QX4“, dessen Motor 3,3 beziehungsweise 3,5 Liter Hubraum hatte.
Bei der Bezeichnung der Infiniti-Modellnamen wird ein Buchstabe für Coupes und Limousinen (zwei Buchstaben für SUV) und eine Zahl vergeben, die Aufschluss über den Hubraum gibt. So ist der FX50 beispielsweise ein SUV mit einem 5,0 l-Motor. Ein x nach der Angabe des Hubraums für Infiniti-Limousinen bezeichnet ein Modell mit Allradantrieb (z. B. Infiniti G37x), ein h an dieser Stelle steht für einen Hybrid, d für einen Diesel.
Im Dezember 2012 kündigte Infiniti an, die Nomenklatur für seine Modelle zu ändern. Ab dem Modelljahr 2014 beginnen die Modellnamen der Coupés und Limousinen mit einem Q, während bei Crossovers und SUVs ein QX verwendet wird. Eine zweistellige Zahl, die sich an das Präfix anschließt, soll den entsprechenden Rang im Infiniti-Portfolio widerspiegeln. Das erste Modell, das der neuen Nomenklatur folgt, ist der Infiniti Q50.

### Konzeptfahrzeuge
- Infiniti Etherea (2011)
- Infiniti Kuraza
- Infiniti Triant
- Infiniti Prototype 9
- Infiniti Prototype 10
- Infiniti Vision Qe Concept